# Louise Mandrell
Louise Mandrell (Corpus Christi, 13 luglio 1954) è una cantante, chitarrista e violinista statunitense.

## Biografia
Sorella delle cantanti Barbara Mandrell e Irlene Mandrell, Louise ha iniziato la carriera negli anni settanta, per poi affermarsi definitivamente negli anni ottanta. Nei primi anni sessanta i loro genitori fondarono la Mandrell Family Band, che fece delle lunghe tournée negli Stati Uniti e in Asia. Il riconoscimento professionale di Louise nella musica country arrivò già nei primi anni ottanta, sebbene non eguagliò mai la fama della sua sorella maggiore Barbara.

## Carriera
Louise pubblicò il suo primo singolo nel 1978, chiamato "Put It On Me", che è entrato nella top 100 singoli di musica country negli Stati Uniti.Nel 1979 ha pubblicato il suo prossimo singolo, una versione cover di "Everlasting Love", che è entrata anche nella top 100. Ha iniziato a cantare duetti con il marito RC Bannon, come "I Thought You'd Never Ask", che è entrato nella top 50, e una cover della canzone numero 1 dei Peaches & Herb, "Reunited", che è arrivata al numero 13, il suo primo successo significativo. Nel 1980, a seguito di un Album da solista che non hanno visto lo stesso successo, si è unita alle sorelle Barbara e Irlene nel varietà televisivo Barbara Mandrell and the Mandrell Sisters. Questo spettacolo ha messo in mostra non solo il suo canto, ma anche i suoi talenti multi-strumentali e comici.
Il 1983 si è rivelato il suo anno di maggior successo.
È entrata nella top 15 con "Runaway Heart", e ha avuto i primi 10 successi "Save Me" (originariamente registrati dal cantante nordirlandese Clodagh Rodgers) e "Too Hot to Sleep". Nel 1984, Mandrell ha avuto altri due successi nella Top 40, "Goodbye Heartache" e "I'm Not Through Loving You Yet". 
Nel 1985, la RCA pubblicò il suo primo video per il singolo di successo "Some Girls Have All The Luck". Le sue canzoni in questo momento si concentravano sul popolare sound countrypolitan nato a Nashville, adottato da molti artisti country di quegli anni.
Nel 2019 è tornata con un nuovo album, intitolato Playing Favourites .

## Discografia

### Solista
- Close Up, 1983
- Too Hot to Sleep, 1983
- I'm Not Through Loving You Yet, 1984
- Maybe My Baby, 1985
- Dreamin', 1987
- Winter Wonderland, 1997
- Personal, 1998
- Playing Favorites, 2019

### Con R.C. Bannon
- Inseparable, 1979
- Love Won't Let Us Let Go, 1980